# خورشیدگرفتگی ۲۷ ژانویه ۶۳۲
خورشیدگرفتگی ۲۷ ژانویه ۶۳۲ معروف به کسوف محمد یک خورشیدگرفتگی از نوع خورشیدگرفتگی حلقه‌ای بود. این خورشیدگرفتگی در تاریخ ۲۷ ژانویه ۶۳۲ میلادی روی داد که زمان اوج آن، ساعت ۰۶:۳۸ به‌وقت ساعت هماهنگ جهانی بوده‌است. مدت زمان و طول این خورشیدگرفتگی ۱ دقیقه و ۴۰ ثانیه بود.

## درگذشت ابراهیم فرزند محمد
این خورشیدگرفتگی که در روز جمعه ۲۵ شوال ۱۰ قمری در مدینه رویت شد و به هنگام خاکسپاری ابراهیم  فرزند محمد پیامبر اسلام روی داد. پس از این اتفاق عده‌ای از مردم گفتند که خورشید بخاطر عزای ابراهیم سیاه شده‌است. اما محمد گفت ماه و خورشید از نشانه‌های خداوند هستند و برای مرگ کسی نمی‌گریند.